# Ron Widby
Ron Widby (Knoxville, 9 de março de 1945 – 23 de dezembro de 2020) foi um jogador profissional de futebol americano estadunidense.

## Carreira
Widby foi campeão da temporada de 1971 da National Football League jogando pelo Dallas Cowboys.

## Morte
Morreu em 23 de dezembro de 2020, aos 75 anos.